# 呪殺祈祷僧団
呪殺祈祷僧団（じゅさつきとうそうだん）とは、以下の２つの団体のことを示す。以下ではいずれについても記載する。
1. 日本の僧侶が結成した、1970年代に四大公害病の原因企業への抗議のために結成された団体。正式名称は、「公害企業主呪殺祈祷僧団」。
2. 福島第一原子力発電所事故の問題と安全保障法制への抗議を目的に、2015年に結成された団体。正式名称は、呪殺祈祷僧団四十七士（JKS47）。1の団体とは直接の繋がりはないが、その思想を継承したとして、「再結成」を自称している。

## 公害企業主呪殺祈祷僧団
1970年（昭和45年）9月、日本の公害問題に対し、その原因となる汚染物質を垂れ流す工場や企業の経営者を、密教の呪術によって地獄に連行すると宣言して、まず、四日市ぜんそくの発生源となった加害企業の三重県四日市市の四日市コンビナートを訪れて、続いてイタイイタイ病の発生源となった岐阜県の神岡鉱山や、鉱毒汚染の被害があった富山県婦中町や新潟水俣病の加害企業が立地していた新潟県新潟市の加害工場を訪れて、公害呪術の対象とした。呪殺修法の作法は密教で、移動中は日蓮宗の唱題を行った。当時の法律家の見解として、呪殺は科学的に死因と結びつかないために不能犯であり、また特定個人や企業を対象としているわけではなく、当てはめるには自らが公害企業だと認めなければならないので、名誉毀損に該当しないとされた。

### メンバー
松下隆洪（真言宗）、丸山照雄（日蓮宗）など僧侶4名、宗教評論家の梅原正紀など在家者4名の総勢8名で構成。同行取材したカメラマンが発心のあまり出家して真言宗の僧侶となった。

### 関連文献
- 『終末期の密教』梅原正紀、稲垣足穂共編著、産報、1973年
- 丸山照雄「公害企業を"呪殺"する」『朝日ジャーナル』1970年11月22日号
- 梅原正紀「呪殺行脚はゆく」『人間として』1971年3月号
- 『密教の本 - 驚くべき秘儀・修法の世界-』（学研エソテリカシリーズ、1992年）p16

## 呪殺祈祷僧団四十七士
呪殺祈祷僧団四十七士（JKS47）は、僧侶・劇作家の上杉清文（日蓮宗）を筆頭に、僧侶・歌人の福島泰樹（法華宗本門流）ほか有志の僧侶を中心とする組織である。僧侶以外では、編集者、エッセイストの末井昭が、Twitterのアカウントで参加を表明している。上杉清文はこの組織について、原発関連企業主を対象とし、公害企業主呪殺祈祷僧団を再結成したものと位置づけている。
2015年（平成27年）8月27日午後3時から、経済産業省前の脱原発を唱える市民団体が設営する脱原発経産省前テントひろばを会場に、原発再稼動と安保法制の反対をテーマとして呪殺祈祷会（じゅさつきとうえ）、「死者が裁く」を実施した。末井昭は祈祷会にてサックスを演奏した。

### 反応
日蓮宗は、同宗ポータルサイトの「宗務院からのお知らせ」に、「平成27年8月27日の件」と題して声明を発表した。その声明では、同日に「経済産業省前にて行われた人々の行為」について問い合わせがある旨と、その行為が日蓮宗の教義、法式とは一切関係がない旨を表明している。

### その後
2016年3月11日午後3時より、「3.11鎮魂」祈祷会が脱原発経産省前テントひろばにて開催され、月例祈祷会を毎月一回同所で行うことが表明された。2016年4月18日にも祈祷会が開催され、冒頭、歌手の渚ようこが鎮魂歌「海つばめ」を唄った。その後も毎月1回祈祷会は続けられ、2016年（平成28年）8月21日に経産省前の経産省前テントが強制撤去されたのちは、経済産業省正門前の歩道に場所を移して続けられている。

### 公式サイトと関連文献
- 呪殺祈祷僧団四十七士JKS47ホームページ
- 「宗務院からのお知らせ・８月２７日の件」『日蓮宗ポータルサイト』2015年（平成27年）９月１日付
- 伊達政保「敗者の視点に立ち、死者の裁きを懇請し祈念する「呪殺」、呪殺祈祷僧団四十七士（ＪＫＳ４７）による「３・１１鎮魂」法要」『図書新聞』No.3254 、 2016年5月7日
- 小川寛大「安倍首相呪殺祈祷会開催事件：安倍首相の呪殺を叫ぶ日蓮宗僧侶団の差別思想」『宗教問題』12、白馬社2015年
- 上杉清文「一九六八年の思想と立正安国」『現代世界と日蓮』シリーズ日蓮5巻、春秋社、2015年